# Caenota nemorosa
Caenota nemorosa is een schietmot uit de familie Calocidae. De soort komt voor in het Australaziatisch gebied.